# بروس نيلسون ستراتون
بروس نيلسون ستراتون (بالإنجليزية: Bruce Nelson Stratton)‏ هو مقدم برامج إذاعية أمريكي، ولد في 15 مايو 1943، وتوفي في 25 فبراير 2018 بسبب سرطان.